# Крутий учитель Онідзука
«Крутий учитель Онідзука» (яп. グレート・ティーチャー・オニヅカ, англ. Great Teacher Onizuka, також офіційно використовується абревіатура GTO) — манґа, написана та ілюстрована Тору Фудзісавою, що виходила у сьонен-журналі Weekly Shonen Magazine з травня 1997 по квітень 2002. У 1998 році за мотивами манґи вийшла 12-ти серійна дорама.
Манґа оповідає історію про колишнього члена вуличної банди «Онібаку» 22-річного байкера Онідзуку, який вирішив стати учителем у приватній школі у Токіо.
Сиквел манґи під назвою GTO: 14 Days in Shonan виходив у журналі Weekly Shōnen Magazine з червня 2009 по вересень 2011. Інший сиквел GTO: Paradise Lost виходив у Weekly Young Magazine з квітня 2014 по жовтень 2024.
За весь час з моменту першої публікації було продано понад 50 мільйонів примірників манґи, що зробило її однією з найпродаваніших манґ в історії. У 1998 «Крутий учитель Онідзука» перемогла на 22-ій премії Kodansha Manga Award у категорії «Сьонен».

## Сюжет
Онідзука Ейкіті, відомий член банди «Онібаку», разом зі своїм колишнім однокласником Рюдзі приїжджає в Токіо у пошуках кращого життя. Спокійний і розсудливий Рюдзі відкриває власний автосервіс, а Онідзука вирішує влаштуватися вчителем в школу.
Перешкодою на шляху до щасливого життя викладача стає малограмотність Ейкіті і його, загалом, байдуже ставлення до власного предмету. Природно, що в державній школі робити йому нічого — шансів скласти іспит на професійну придатність у нього ніяких, — тому єдиний шлях у вчителі лежить через приватні ліцеї. Після довгих пригод, йому нарешті вдається поступити в ліцей «Сейрін» (буквально «Святий Ліс»), де він відразу ж вплутується в конфлікт із заступником директора і стає класним керівником найпроблемнішого класу у школі. Учні вмить оголошують новому викладачеві бойкот, але щирість і простота Онідзуки дозволяють йому мало-помалу завоювати повагу як учнів, так і їх батьків, а також викладацького колективу.
Всі спроби вигнати Онідзуку зі школи через його професійну некомпетентність закінчуються невдачею завдяки безпосередності, простоті та педагогічному таланту молодого вчителя. Він компенсує вітер в голові щирим ентузіазмом і наполегливістю.

## Медіа

### Манґа
Написана та ілюстрована Тору Фудзісавою, манґа «Крутий учитель Онідзука» виходила у сьонен-журналі Kodansha Weekly Shōnen Magazine з 8 січня 1997 по 13 лютого 2002. 200 глав манґи Kodansha видали у 25 танкобонах, що виходили у період з 16 травня 1997 по 17 квітня 2002.

#### Продовження та спінофи
Сиквел манґи під назвою GTO: 14 Days in Shonan виходив у журналі Weekly Shōnen Magazine з 10 червня 2009 по 14 вересня. У листопаді 2011 у цьому ж журналі виходив спіноф з трьох глав під назвою Black Diamond.
3 27 червня по 3 жовтня 2012 у Weekly Shōnen Magazine виходила спіноф-манґа GT-R, що розповідала про життя друга Онідзуки — Рюдзі. Пізніше Kodansha зібрали глави манґи у один такнобон, що вийшов 16 листопада 2012.
Продовження основної серії манґи під назвою GTO: Paradise Lost виходить у сейнен-журналі Kodansha Weekly Young Magazine з 14 квітня 2014. Станом на листопад 2022 вийшло 20 томів.
З 18 жовтня 2024 у цифровому форматі на сайті Comiplex від Hero's Inc. виходить спіноф-манґа про учителя Утіямаду під назвою GTU: Ikari no Death Yamada (яп. GTU -怒りのDEATH山田-).

### Дорама

Постер до теледрами Great Teacher Onizuka

12-епізодний live-серіал (тобто з живими акторами), слабко пов'язаний з манґою, транслювався по японському телебаченню. В ролі Онідзуки знімався Такасі Соріматі, а в ролі Адзуси — Нанако Мацусіма. Режисером був Масаюкі Судзукі, композитором Такаюкі Хатторі, а вступну пісню «Poison» виконував Такасі Соріматі. Є декілька сильних відмінностей від манґи, наприклад:
— Нанако Мідзукі також вчиться в академії Сейрін; — персонажа Уехара Анко прибрали; замість цього, її особисті якості «злилися» з персонажем Міябі Аідзави, при цьому остання так само стала дочкою президента батьківського комітету; — Рюдзі Данма так само був прибраний, але особливості його характеру перейшли до Саедзіми, поліцейського приятеля Онідзуки; — Джулія Мураї, мати Куньо — вдова кумира банди байкерів Онідзуки, а не просто мати одного з його учнів.
Попри це, зміни в Live-серіалі не вплинули на дух того самого GTO, який був в манзі. Остання серія визнана найпопулярнішою за всю історію японського телебачення.

### Аніме
Аніме-серіал з 43 серій від студії Studio Pierrot виходив з 30 червня 1999 по 24 вересня 2000 року на телеканалі Fuji TV. Режисером став Абе Норіюкі.
В Україні аніме було показано на телеканалі QTV наприкінці 2010 року. Українською мовою аніме було озвучено студією «Стар-Майстер» на замовлення телеканалу QTV. Ролі озвучували: Роман Чупіс (всі чоловічі ролі) та Катерина Буцька (всі жіночі ролі)[джерело?].
З січня 2015 аніме доступно до перегляду на стримінговому сервісі Crunchyroll. З квітня 2024 серіал також доступний на Netflix.

## Сприйняття
Станом на листопад 2007 року було продано понад 50 мільйонів копій манґи. У 1998 році манґа «Крутий учитель Онідзука» отримала нагороду на 22-ій премії Kodansha Manga Award у категорії «Сьонен».